# Calomyscus bailwardi
Calomyscus bailwardi је врста сисара из реда глодара (Rodentia) и породице Calomyscidae.

## Распрострањење
Присутна је у следећим државама: Иран и Турска (непотврђено).

## Станиште
Станиште врсте су планине.

## Угроженост
Ова врста је наведена као последња брига, јер има широко распрострањење и честа је врста.